# 印第安希爾斯 (新墨西哥州)
印第安希爾斯（英語：Indian Hills）是位於美國新墨西哥州托蘭斯縣的普查規定居民點。

## 人口
根據2020年美國人口普查的數據，印第安希爾斯的面積為14.79平方千米，皆為陸地。當地共有人口947人，而人口密度為每平方千米64.03人。